# 比西勒勒波
比西勒勒波（法語：Bussy-le-Repos，法語發音：[bysi lə ʁəpo]）是法国勃艮第-弗朗什-孔泰大区约讷省的一个市镇，属于桑斯区。

## 地理
比西勒勒波（48°3'24"N, 3°13'55"E）面积23.79 平方千米，位于法国勃艮第-弗朗什-孔泰大區约讷省，该省份为法国中北部内陆省份，西接卢瓦雷省，西北接塞纳-马恩省，南至涅夫勒省，东临科多尔省，东北与奥布省接壤。
与比西勒勒波接壤的市镇（或旧市镇、城区）包括：鲁松、绍莫、皮丰、圣于连迪索、圣马丹多尔东、韦尔兰、约讷河畔新城。

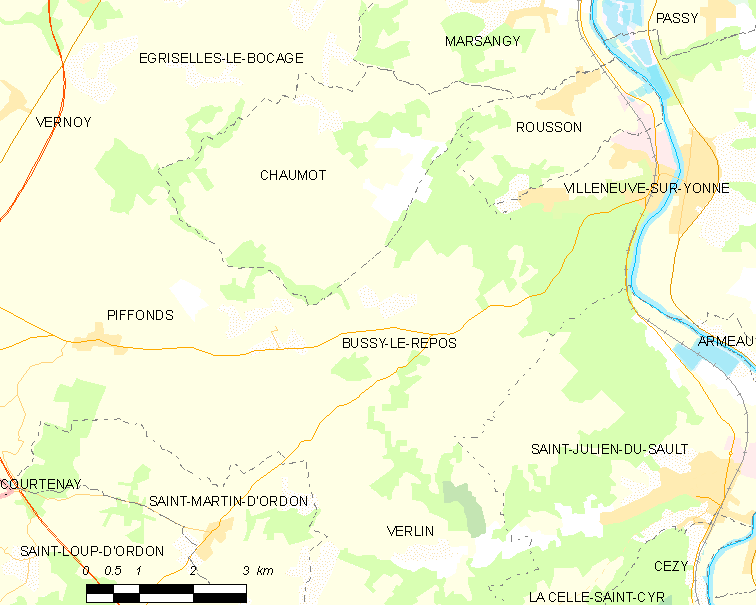
比西勒勒波的OSM定位图

比西勒勒波的时区为UTC+01:00、UTC+02:00（夏令时）。

## 行政
比西勒勒波的邮政编码为89500，INSEE市镇编码为89060。

## 政治
比西勒勒波所属的省级选区为约讷河畔新城县。

## 人口

1962-2008年间比西勒勒波人口变化图示

比西勒勒波于2022年1月1日时的人口数量为455人。